# Lake City (Iowa)
Lake City è una città degli Stati Uniti d'America fondata nel 1856. È situata nello Stato dell'Iowa, nella contea di Calhoun.